# Алессандро Пістоне
Алессандро Пістоне (італ. Alessandro Pistone, нар. 27 липня 1975, Мілан) — італійський футболіст, що грав на позиції захисника.
Виступав, зокрема, за клуби «Інтернаціонале» та «Евертон», а також молодіжну збірну Італії.

## Клубна кар'єра
У дорослому футболі дебютував 1993 року виступами за команду клубу «Сольб'ятезе», в якій провів один сезон, взявши участь у 20 матчах чемпіонату. 
Згодом з 1994 по 1995 рік грав у складі команд клубів «Кревалькоре» та «Віченца».
Своєю грою за останню команду привернув увагу представників тренерського штабу клубу «Інтернаціонале», до складу якого приєднався 1995 року. Відіграв за «нераззуррі» наступні два сезони своєї ігрової кар'єри. Більшість часу, проведеного у складі «Інтернаціонале», був основним гравцем захисту команди.
Протягом 1997—2000 років захищав кольори клубів «Ньюкасл Юнайтед» та «Венеція».
У 2000 році уклав контракт з клубом «Евертон», у складі якого провів наступні сім років своєї кар'єри гравця. 
Завершив професійну ігрову кар'єру у клубі «Монс», за команду якого виступав протягом 2007—2008 років.

## Виступи за збірну
Протягом 1995–1997 років залучався до складу молодіжної збірної Італії. На молодіжному рівні зіграв у 13 офіційних матчах, забив 2 голи.

## Титули і досягнення
- Чемпіон Європи (U-21): 1996